# Kanton Roura
Kanton Roura is een kanton van het Franse departement Frans-Guyana. Kanton Roura maakt deel uit van het arrondissement Cayenne en telt 2.823 inwoners (2007).

## Gemeenten
Het kanton Roura omvat de volgende gemeente:
- Roura